# Subdivisions
Subdivisions – utwór zespołu Rush, wydany w 1982 jako drugi singel z albumu Signals.
Słowa utworu, napisane przez perkusistę zespołu Neila Pearta, zawierają elementy autobiograficzne. Tematem jest dorastanie na przedmieściach, wyobcowanie, marzenia i konformizm.
Wbrew popularnemu przekonaniu tytułowe słowo nie jest wypowiadane ani przez Pearta, ani przez Lifesona (mimo tego, co widać w teledysku oraz w koncertowych wykonaniach) – jest to głos Marka Daileya, dziennikarza z Toronto.

## Twórcy
- Geddy Lee – śpiew, syntezatory, gitara basowa
- Alex Lifeson – gitara, wokal wspierający
- Neil Peart – perkusja

## Recepcja
Znalazł się na 5. miejscu listy Mainstream Rock Songs magazynu Billboard. W 2010 został wprowadzony, wraz z czterema innymi utworami zespołu („Limelight”, „Closer to the Heart”, „The Spirit of Radio”, „Tom Sawyer”), do Canadian Songwriters Hall of Fame.